# Veľká Zelená

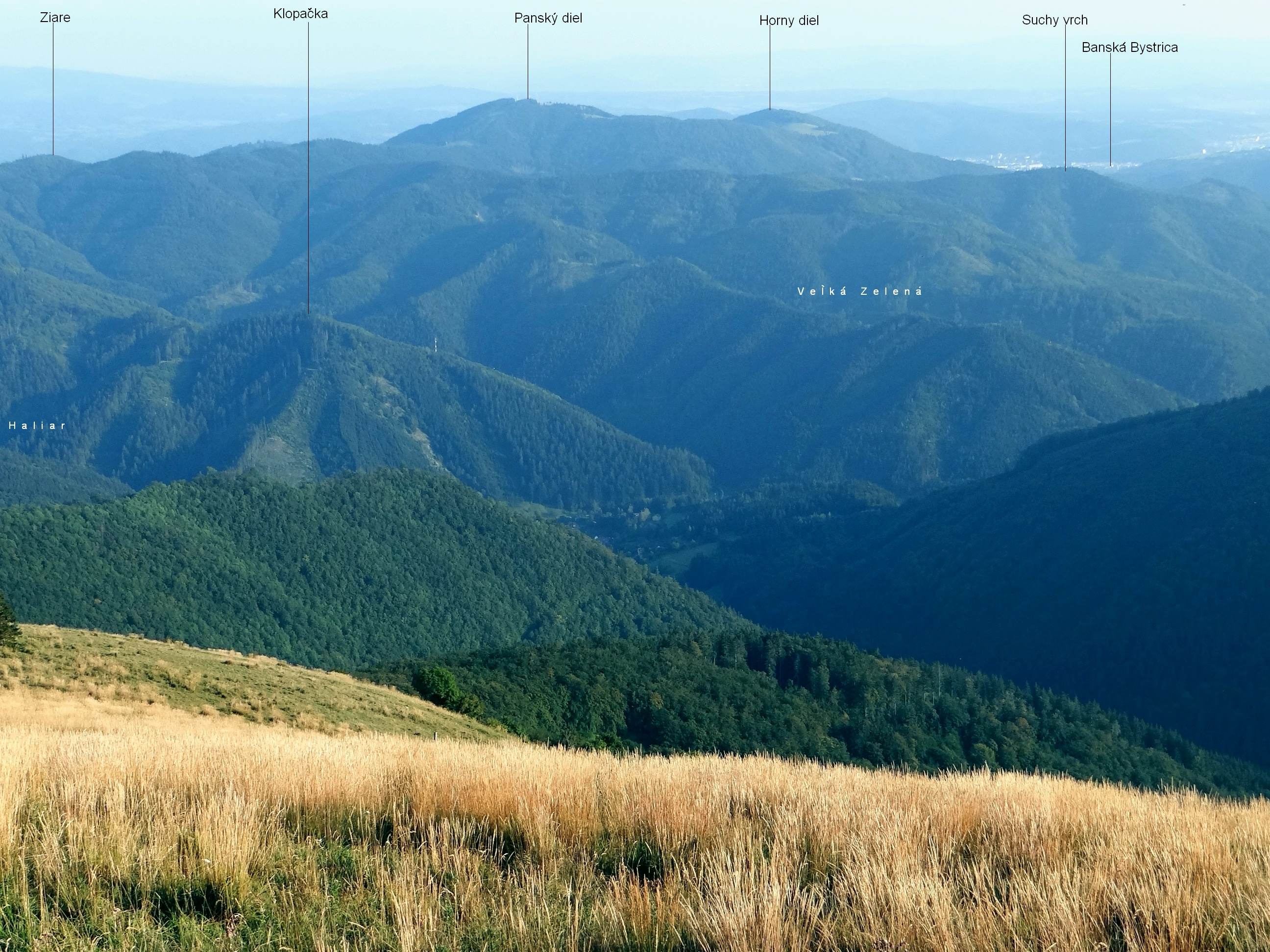
Widok od północnego zachodu z wzniesienia Líška

Veľká Zelená – dolina w Starohorskich Wierchach na Słowacji. Jest lewym odgałęzieniem Starohorskiej doliny. Ma wylot w jej porośniętej lasem części na południe od zabudowanego obszaru wsi Staré Hory
Dolina jest porośnięta lasem. Jej dnem spływa potok Zelená. W górnej części doliny znajduje się nieczynny kamieniołom Piesky.

## Turystyka
Doliną prowadzi niebiesko znakowany szlak turystyczny.
   Staré Hory, pri kostole – Veľká Zelená – Piesky – Ganiarka – Špania Dolina. Odległość 5,5 km, suma podejść 520 m, suma zejść 205 m, czas przejścia 2:10 h, z powrotem 1:50 h.